# Rohatsu
Rohatsu (que literalmente significa 'octavo día del duodécimo mes lunar') es la fecha en la que los budistas zen conmemoran la iluminación de Buda Gautama.
Esto comienza el 1 de diciembre y termina con el propio día de Rohatsu, el 8 de diciembre. En los siete días que lo preceden, los monjes pasan su tiempo en el Dōjō o cuarto de meditación, entregados en silencio a una meditación intensiva. Este período de concentración es conocido como Sesshin y esta práctica es la culminación de todo el trabajo hecho previamente en el año.

## La iluminación
La iluminación de Buda Gautama es, evidentemente, de suprema importancia en todas las escuelas budistas. Al alcanzar la iluminación, Buda vio por primera vez las cosas con claridad, consiguiendo un final para su propio sufrimiento y destruyendo dentro de sí todas las tentaciones y distracciones. La experiencia del Nirvana fue la experiencia de la perfecta paz en la cual las llamas de la avaricia y del odio han sido completamente extinguidas. Una vez Buda conoció que el nirvana era posible y era el camino, decidió difundirlo por el mundo.
Significativa para que Buda alcanzara la iluminación fue la meditación. Buda practicó el ascetismo durante muchos años creyendo, equivocadamente, que esto traería las respuestas a su búsqueda espiritual. No fue así. Sólo mediante la práctica de la perfecta moralidad y de la meditación pudo conseguir la superación del sufrimiento y del ciclo del nacimiento y la muerte.

## La estrella del amanecer
El budismo tiene cierta cantidad de técnicas de meditación que van desde la concentración en la respiración hasta las visualizaciones. En el budismo zen la meditación es conocida como zazen o meditación “sentada”; paradójicamente, la meditación zen no tiene un propósito de adquirir un objetivo externo. ¿Cuál es el punto de tratar de adquirir algo que uno tiene ya? El nirvana está aquí y ahora, sólo que nosotros no lo vemos. Zazen es tratar de no hacer otra cosa más que sentarse, sin deseo ni propósito. La purificación esencial está ahí, lo preciso es que sea vivida.
Así pues, el rohatsusesshin trata de llegar a esta realización mediante la práctica intensiva, con Buda Gautama como ejemplo de que es posible. Según la tradición, Buda alcanzó la iluminación apenas la estrella del amanecer se levantó del horizonte en el octavo día del duodécimo mes lunar; del mismo modo, los monjes están despiertos durante la noche del séptimo día emulando la propia experiencia de la iluminación de Buda.